# Bande

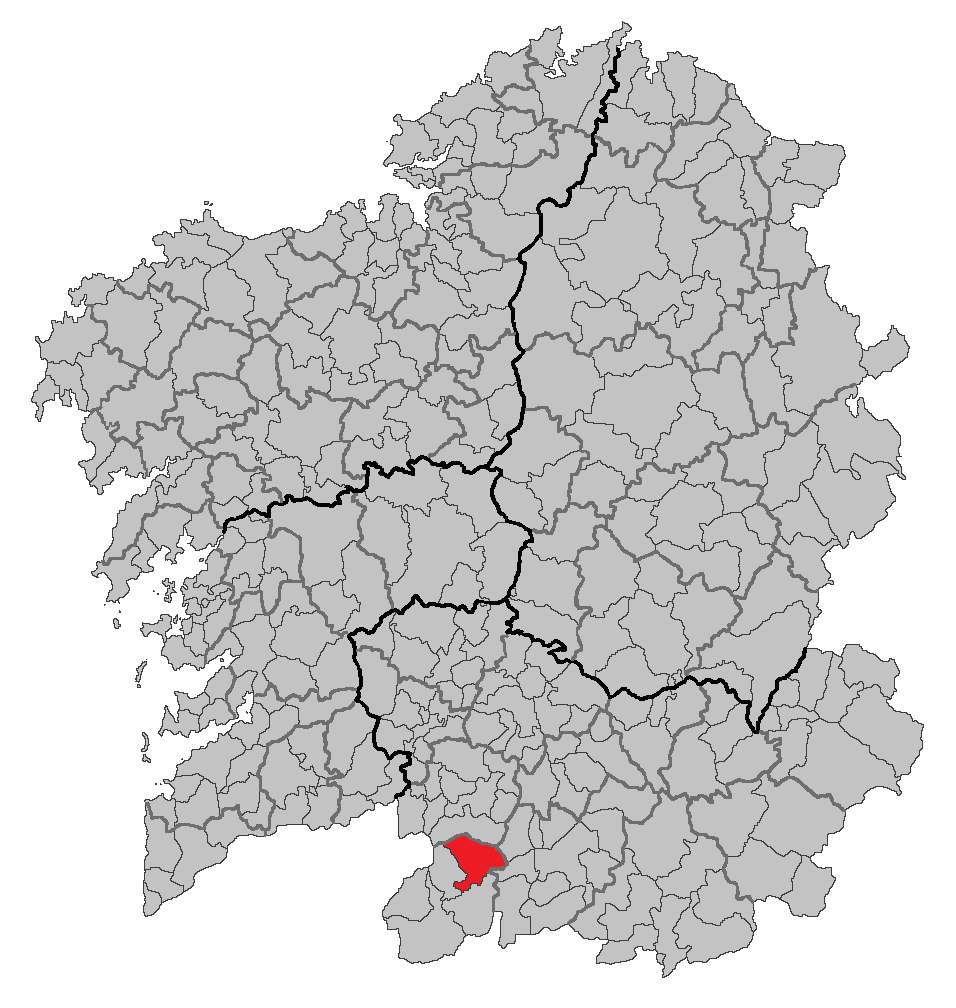
Localização de Bande

Bande é um município da Espanha na província 
de Ourense, 
comunidade autónoma da Galiza, de área 95,8 km² com 
população de 2292 habitantes (2007) e densidade populacional de 23,92 hab./km².

## Demografia
| Variação demográfica do município entre 1991 e 2004 | Variação demográfica do município entre 1991 e 2004 | Variação demográfica do município entre 1991 e 2004 | Variação demográfica do município entre 1991 e 2004 |
| --------------------------------------------------- | --------------------------------------------------- | --------------------------------------------------- | --------------------------------------------------- |
| 1991                                                | 1996                                                | 2001                                                | 2004                                                |
| 2818                                                | 2798                                                | 2422                                                | 2326                                                |

## Patrimônio
- Castro de Rubiás, onde apareceu a conhecida como Cabeça de guerreiro de Rubiás.
- Campamento romano de Aquis Querquennis.
- Igreja de Santa Comba de Bande.